# Hiperconjugare
Hiperconjugarea este, în chimia organică, interacțiunea dintre electronii din orbitalii sigma (de exemplu C–H sau C–C) cu un orbital adiacent vacant sau parțial ocupat, de anti-legătură sau orbital pi. Se obține astfel un orbital molecular extins, fără implicarea legăturilor. Delocalizarea mărită a electronilor asociată hiperconjugării crește stabilitatea sistemului, în mod analog conjugării.

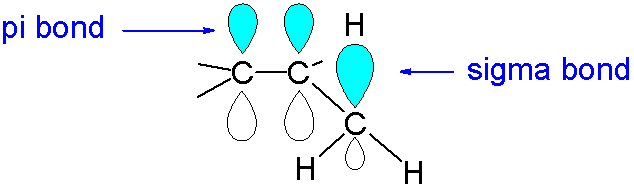
Hiperconjugarea: întrepătrunderea unui orbital sigma cu unul pi.